# Бъкстон
„Бъкстон“ е един от кварталите на София, вече обединен с кв. „Павлово“. Намира се на юг от ж.к. „Красно село“, като в по-голямата си част попада в район „Витоша“, а на север от ул. „Тодор Каблешков“, попада в район „Красно село“. Прилежащ е на една от големите пътни артерии в София, бул. „Цар Борис III“, а името му идва от фамилията на братята Ноел и Чарлз Бъкстон, британски общественици, защитавали българската кауза по време на Балканската, Междусъюзническата и Първата световна война.
Основната пътна връзка на квартала е булевард „Братя Бъкстон“, който върви паралелно и недалеч от Боянската река.
По време на Втората световна война в квартала са построени еднотипни двуетажни къщи за германските офицери, както и огромна сграда, в която се помещава щаба на Германската армия в България (днес Средно специално училище „Проф. д-р Дечо Денев“).
От края на 1960-те години и през следващите две десетилетия на територията на квартала е изграден комплекс от панелни жилища, ж.к. „Бъкстон“. Заедно с тях е построено училище (142 ОСУ) и намиращата се в близост поликлиника (ХХ ДКЦ).

## Образование
- 2 СОУ „Академик Емилиян Станев“
- 5 ОУ „Иван Вазов“
- Средно специално училище „Проф. д-р Дечо Денев“, София|Средно специално училище с детска градина за деца с увреден слух „Проф. д-р Дечо Денев“

## Улици и произход на имената им
| Път                          | Наречен на                                                                                   | Местоположение |
| ---------------------------- | -------------------------------------------------------------------------------------------- | -------------- |
| „633-та“                     | –                                                                                            | Карта          |
| „Александър Пушкин“          | Александър Пушкин (1799 – 1837), руски поет                                                  | Карта          |
| „Бай Михаил“                 | ?                                                                                            | Карта          |
| „Белмекен“                   | Белмекен, връх в Рила                                                                        | Карта          |
| „Братя Бъкстон“              | Ноел Бъкстон (1869 – 1948), английски политик Чарлз Бъкстон (1875 – 1942), английски политик | Карта          |
| „Будилник“                   | Будилник, вестник, издаван в Букурещ през 1873 година                                        | Карта          |
| „Ветрушка“                   | Ветрушка, връх в Западна България                                                            | Карта          |
| „Витошко лале“               | Витошко лале (Trollius europaeus), вид растения                                              | Карта          |
| „Вихрен“                     | Вихрен (връх), връх в Пирин                                                                  | Карта          |
| „Ген. Александър В. Суворов“ | Александър Суворов (1730 – 1800), руски генерал                                              | Карта          |
| „Гина Кунчева“               | Гина Кунчева (1811 – 1878), майката на революционера Васил Левски                            | Карта          |
| „Голям Братан“               | Братан, връх в Средна гора                                                                   | Карта          |
| „Деспот Слав“                | Алексий Слав (XII – XIII век), средновековен владетел                                        | Карта          |
| „Иван Сусанин“               | Живот за царя, опера на руския композитор Михаил Глинка                                      | Карта          |
| „Знаме на мира“              | Знаме на мира, пацифистки фестивал                                                           | Карта          |
| „Казбек“                     | Казбек, връх в Грузия и Русия                                                                | Карта          |
| „Кота 1050“                  | Кота 1050, местност в Северна Македония                                                      | Карта          |
| „Красна китка“               | ?                                                                                            | Карта          |
| „Купените“                   | Купените, група върхове в Рила                                                               | Карта          |
| „Мадара“                     | Мадара, село в Шуменско                                                                      | Карта          |
| „Майор Горталов“             | Фьодор Горталов (1839 – 1877), руски офицер                                                  | Карта          |
| „Мур“                        | Мура, река в Централна Европа                                                                | Карта          |
| „Мусала“                     | Мусала, връх в Рила                                                                          | Карта          |
| „Народен певец“              | Народен певец, занятие                                                                       | Карта          |
| „Никола Петков“              | Никола Петков (1893 – 1947), политик                                                         | Карта          |
| „Пелистер“                   | Пелистер, връх в Северна Македония                                                           | Карта          |
| „Пирин“                      | Пирин, планина в Югозападна България                                                         | Карта          |
| „Плевен“                     | Плевен, град в Северна България                                                              | Карта          |
| „Преки път“                  | ?                                                                                            | Карта          |
| „Проф. Дочо Леков“           | Дочо Леков (1928 – 2003), литературен историк                                                | Карта          |
| „Проф. Иван Дуйчев“          | Иван Дуйчев (1907 – 1986), историк                                                           | Карта          |
| „Равен“                      | ?                                                                                            | Карта          |
| „Света Екатерина“            | Екатерина (287 – 305), египетска мъченица                                                    | Карта          |
| „Симеон Радев“               | Симеон Радев (1879 – 1967), писател и дипломат                                               | Карта          |
| „Слънце“                     | Слънце, звезда                                                                               | Карта          |
| „Тодор Каблешков“            | Тодор Каблешков (1851 – 1876), революционер                                                  | Карта          |
| „Цар Борис III“              | Борис III (1894 – 1943), цар на българите                                                    | Карта          |
| „Чинар“                      | Чинар (Platanus), род растения                                                               | Карта          |
| „Чучулига“                   | Чучулигови (Alaudidae), семейство птици                                                      | Карта          |
| „Юнашка песен“               | ?                                                                                            | Карта          |